# Miguel Noguer
Miguel Noguer Castellví (Barcelona, 28 de diciembre de 1956) es un deportista español que compitió en vela en la clase Flying Dutchman.
Participó en tres Juegos Olímpicos de Verano, obteniendo una medalla de oro en Moscú 1980 en la clase Flying Dutchman (junto con Alejandro Abascal), el undécimo lugar en Los Ángeles 1984 y el decimotercero en Seúl 1988, en la misma clase.
Ganó dos medallas en el Campeonato Mundial de Flying Dutchman, plata en 1979 y bronce en 1978, y una medalla de oro en el Campeonato Europeo de Flying Dutchman de 1980.
Estudió la carrera de Medicina en la Universidad de Barcelona, especializándose en Estomatología, y trabaja como odontólogo en su clínica de Barcelona.

## Palmarés internacional
| \| Juegos Olímpicos \| Juegos Olímpicos \| Juegos Olímpicos \| Juegos Olímpicos \| \| Año \| Lugar \| Medalla \| Clase \| \| ------------------ \| -------------------------- \| ----------------- \| ---------------- \| \| 1980 \| Moscú (URSS) \| Medalla de oro \| Flying Dutchman \| \| Campeonato Mundial \| \| \| \| \| Año \| Lugar \| Medalla \| Clase \| \| 1978 \| Isla Hayling (Reino Unido) \| Medalla de bronce \| Flying Dutchman \| \| 1979 \| Kiel (RFA) \| Medalla de plata \| Flying Dutchman \| \| Campeonato Europeo \| \| \| \| \| Año \| Lugar \| Medalla \| Clase \| \| 1980 \| Palma de Mallorca (España) \| Medalla de oro \| Flying Dutchman \| |                            |                   |                 |
| Juegos Olímpicos |                            |                   |                 |
| Año | Lugar                      | Medalla           | Clase           |
| 1980 | Moscú (URSS)               | Medalla de oro    | Flying Dutchman |
| Campeonato Mundial |                            |                   |                 |
| Año | Lugar                      | Medalla           | Clase           |
| 1978 | Isla Hayling (Reino Unido) | Medalla de bronce | Flying Dutchman |
| 1979 | Kiel (RFA)                 | Medalla de plata  | Flying Dutchman |
| Campeonato Europeo |                            |                   |                 |
| Año | Lugar                      | Medalla           | Clase           |
| 1980 | Palma de Mallorca (España) | Medalla de oro    | Flying Dutchman |

## Condecoraciones
| Distinción                                         | Año  |
| -------------------------------------------------- | ---- |
| Medalla de plata – Real Orden del Mérito Deportivo | 1994 |